# 科洛讷
科洛讷（法語：Colonne，法語發音：[kɔlɔn] ⓘ）是法国汝拉省的一个市镇，属于多勒区。

## 地理
科洛讷（46°53'4"N, 5°34'34"E）面积11.13 平方千米，位于法国勃艮第-弗朗什-孔泰大區汝拉省，该省份为法国东部内陆省份，北起上索恩省，西北接科多尔省，西临索恩-卢瓦尔省，南至安省，东与杜省和瑞士接壤。
与科洛讷接壤的市镇（或旧市镇、城区）包括：维莱莱布瓦、贝尔萨延、比耶夫莫兰、拉沙尔姆、勒沙特莱、舍姆诺、纳维莱、乌西耶尔。

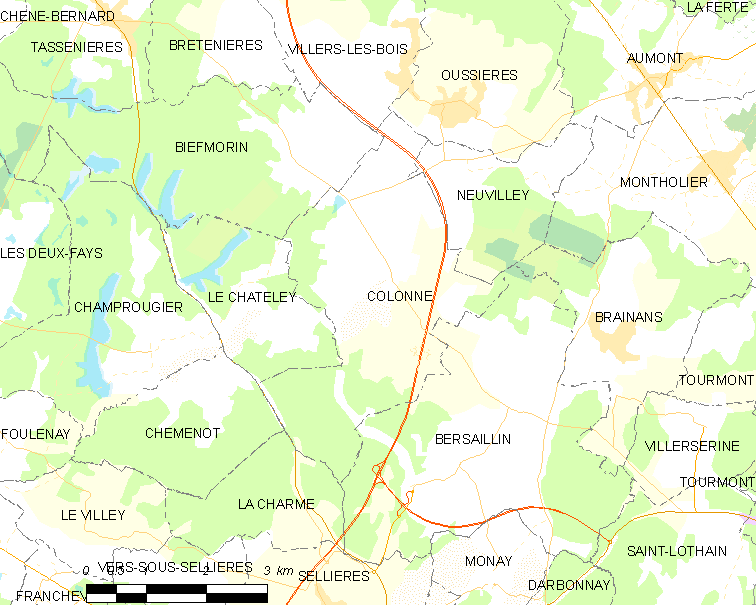
科洛讷的OSM定位图

科洛讷的时区为UTC+01:00、UTC+02:00（夏令时）。

## 行政
科洛讷的邮政编码为39800，INSEE市镇编码为39159。

## 政治
科洛讷所属的省级选区为布莱特朗县。

## 人口

1962-2008年间科洛讷人口变化图示

科洛讷于2022年1月1日时的人口数量为258人。